# Церква Святої Трійці (Львів)
Свято-Троїцька церква — православний храм у Львові на вулиці Антоновича, 100. Належить до Української православної церкви Московського патріархату. Літургія в храмі ведеться церковнослов'янською мовою.
Спочатку львівський храм в ім'я Пресвятої Трійці почали будувати в 1897 році, однак на вимогу австрійської влади він був у 1901 році освячений в ім'я Святомученика Георгія Побідоносця. У 1994 році священик Львівської єпархії Володимир Шарабура отримав благословення російського архимандрита Іоанна (Крестьянкіна) на будівництво нового Свято-Троїцького храму у 2002 році на території колишнього заводу «Кінескоп», який в радянський період виробляв електронно-променеві трубки, кінескопи та оборонну продукцію.
Будівля складається з першого поверху складського корпусу, шість горішніх поверхів розібрані і зберігаються у вигляді опорних металевих конструкцій. Опікувався будівництвом церкви насельник Свято-Успенської Почаївської лаври (УПЦ МП) схиархимандрит Димитрій (Шевкеник). Перше богослужіння було проведене 11 квітня 2004 року, а з 2007 року богослужіння стали щоденними. При храмі була відкрита недільна школа, облаштовані бібліотека і церковний крам. У 2009 році був зібраний новий іконостас, завершено облаштування проскурки. Для тимчасової дзвіниці храму в Ярославлі (Росія) були відлиті десять дзвонів. На червень 2010 року у неділі та в свята у храмі служили дві Божественні літургії, при храмі служили три священики та два диякони. При храмі діяли недільна школа та бібліотека.
5 квітня 2023 року власниця приміщення, яке орендувала громада храму Святої Трійці УПЦ МП, розірвала угоду про користування. 